# Omejidska džamija
Omejidska džamija (جامع بني أمية الكبير‎, Ğām' Banī 'Umayya al-Kabīr) je najveća i jedna od najstarijih džamija na svijetu, te se smatra četvrtom najsvetijom džamijom islama. Izgrađena je 634. godine na mjestu ranokršćanske bazilike posvećene Svetom Ivanu Krstitelju iz vremena Konstantina I., te se u njoj još uvijek nalazi oltar glave sv. Ivana Krstitelja, kojeg kao proroka štuju i kršćani i muslimani. Tu se također nalazi i oltar Muhamedovog unuka, kalifa Husejn ibn Alija, ali i Saladinov mauzolej u vrtu džamije. U blizini se nalazi i džamija Sajudah Rukaja, kćerke Husejna ibn Alija, ali i palača Azem, palača osmanskih upravitelja Sirije.